# Varietate (lingvistică)
În lingvistică, o varietate este o ramificație a unei limbi, care constituie un sistem lingvistic specific și unitar, folosit de o categorie de vorbitori delimitată după anumite criterii extralingvistice. În sociolingvistica americană s-a introdus și termenul lect (< el  lektos „ales; cuvânt, expresie”) pentru denumirea varietății de limbă, folosit și ca element secund de compunere în denumirea a diverse tipuri de varietăți: idiolect (varietate individuală), dialect (varietate regională), sociolect (varietate socială) etc. Mai ales în sociolingvistica americană, termenul „dialect” se folosește și cu sensul general de „varietate de limbă”, vorbindu-se de „dialect individual”, „dialect regional”, „dialect social” etc..

## Tipuri de varietăți

### Idiolect
Un idiolect este suma faptelor de limbă ce caracterizează folosirea acesteia de către un individ într-o etapă dată a vieții sale. Prin urmare, în cursul existenței sale, o persoană folosește succesiv mai multe idiolecte. Idiolectul este singura realitate lingvistică ce poate fi consemnată de anchetele dialectale și sociolingvistice. Alte varietăți de limbă sunt de fapt abstractizări ce rezultă din analiza unui număr mare de idiolecte.
Caracterul individual al idiolectelor este perceptibil îndeosebi în scrierile literare, unde apar ca stiluri personale ale autorilor.

### Dialect
În mod tradițional și uzual în lingvisticile unor limbi, cum este și cea a limbii române, dialectul este o varietate de limbă stabilită pe criteriul geografic, deci regională (teritorială).
În general, dialectul este considerat a face parte dintr-o serie ierarhică, având ca supraordonată limba, iar ca subordonate entități din ce în ce mai mici. În această privință, viziunile lingvisticilor diferitelor limbi și ale diferiților lingviști pot fi diferite. De exemplu, în ideea că limba română are patru dialecte, unul dintre ele fiind cel dacoromân, se consideră în mod tradițional că acesta are cinci subdialecte. La rândul lui, un subdialect poate subordona varietăți numite graiuri, vorbite pe teritorii și mai restrânse decât cel al unui subdialect.

### Sociolect
Un sociolect este o varietate de limbă alta decât individuală sau regională. Definițiile sale diferă în funcție de categoriile de vorbitori considerate. Unii lingviști îl limitează la clasele sociale (clasele sociale superioare, clasa de mijloc, clasa muncitoare etc.), în acest caz definiția corespunzând exact termenului. La alți lingviști, termenul devine convențional, dat fiind că se referă și la alte tipuri de categorii de vorbitori, precum cele ocupaționale, profesionale și de vârstă. Există mai multe tipuri de sociolecte.

#### Registre de limbă
Registrele sau nivelurile de limbă sunt varietăți posedate de vorbitori în funcție de nivelul lor de școlarizare, care depinde în oarecare măsură de categoria socială din care fac parte. În lingvistica franceză, de exemplu, se distinge registrul curent și cel elevat, care fac parte din varietatea standard a limbii, însușită în sistemul de învățământ, registrul popular, al celor neșcolarizați sau puțin școlarizați, și registrul familiar, al celor care posedă și cel puțin registrul curent.

#### Stiluri funcționale
În unele lingvistici, ca cea românească, în general nu se vorbește despre registre de limbă, ci despre stiluri funcționale, toate aparținând varietății numite tradițional „limbă literară”, altfel spus varietății standard a limbii. Ion Coteanu a tratat trei stiluri, artistic (beletristic), științific și juridic-dministrativ, la care alții au adăugat stilurile publicistic (al presei), colocvial, oratoric, epistolar și telegrafic.

#### Limbaje de specialitate
Aceste limbaje se caracterizează prin stilul științific în viziunea de mai sus, în măsura în care aparțin varietății standard. Este vorba de aspectul scris al limbajelor specialiștilor nu numai din domeniile științifice, ci și din alte domenii, foarte variate: tehnice, economice, politice etc. Acestea diferă de limba comună prin terminologiile lor, dar au sistemul gramatical și discursiv al varietății standard, cu unele specificități.

#### Argou, jargon și slang
Termenii francezi „argou” și „jargon”, și cel englezesc „slang” sunt împrumutate de lingvisticile a diverse limbi. Denumesc tipuri de sociolecte care au în comun că nu aparțin varietății standard, sunt folosite de o anumită categorie de vorbitori și nu sunt înțelese de cei din afara ei. Considerându-le câte două, sunt și alte interferențe între ele, de aceea există diferențe importante între lingviști în definirea și caracterizarea lor. Unii văd sinonime în cei trei termeni, alții în doi din aceștia, de exemplu „argou” și „slang”, referindu-se la folosirea lor cu același sens în franceză și în engleză, alții, în lingvistica rusă, de exemplu, numesc „jargon” ceea ce este caracterizat de alții ca argou sau ca slang.
În lingvistica românească și în cea franceză nu se folosește termenul slang. Bidu-Vrănceanu 1997 vede următoarea diferență între argou și jargon: vorbitorii de argou se opun conveniențelor prin limbajul lor, caută să se delimiteze prin el, iar cei ai unor grupuri îl folosesc ca să nu fie înțeleși de cei din afara grupului, pe când jargonul nu este un limbaj secret, nici nonconformist, deși unele grupuri caută să se delimiteze prin el, dar altele nu au această intenție.
În alte lingvistici, unii autori folosesc toți trei termenii și delimitează slangul de argou. Astfel, argoul ar fi numai limbajul delincvenților, iar slangul ar fi registrul familiar al locuitorilor din orașele mari, care conține vocabular argotic devenit astfel neconfidențial. Totodată, prin jargon înțeleg toate limbajele prin care categoriile care le folosesc vor să se distingă de cei din afara lor, deci consideră tipuri de jargon argoul și slangul. Unii adaugă drept trăsătură a slangului și o funcție expresivă, afectivă.
Categoriile de vorbitori care folosesc o astfel de varietate sunt foarte diverse. De exemplu, în lingvisticile cehă și slovacă există cercetări privitoare la varietățile de limbă a 68 de categorii de vorbitori: delincvenți, deținuți (categorii sociale marginale), tineri (categorie de vârstă), elevi, studenți (categorii de vârstă și ocupaționale), farmaciști, medici (profesiuni nemanuale), olari, brutari (meserii manuale), artiști plastici, muzicanți (arte), lucrători din fabrici de bere, lucrători de poștă (ocupații), jucători de cărți, vânători (hobby-uri) etc. În aceste lingvistici, toate aceste varietăți sunt numite slanguri. În lingvistica franceză, unii le numesc pe toate argouri, iar alții le numesc jargoane pe cele profesionale și ocupaționale. În schimb, în lingvistica rusă, unii le numesc pe toate acestea jargoane.

#### Etnolecte
Unii lingviști includ printre sociolecte și așa-numitele etnolecte, varietăți folosite de grupuri etnice, cum sunt varietățile numite cu termenul colectiv Black English „engleza neagră”, vorbite în America de Nord de către urmașii sclavilor de origine africană.

## Raporturi între varietăți
Toate varietățile unei limbi formează un continuum, deci nu sunt despărțite de granițe. Au între ele raporturi complexe, care pot fi privite din două puncte de vedere. Unul este cel al trăsăturilor lingvistice, iar celălalt ține de folosirea lor.

### Raporturi lingvistice
Toate varietățile au în comun principalele trăsături ale limbii respective. Pe lângă acestea, varietățile prezintă și alte interferențe mai mici sau mai mari între două sau mai multe de același tip sau de tipuri diferite, precum și influențe reciproce sau nereciproce.
Există interferențe între registre de limbă și alte sociolecte. Astfel, gramatica limbajelor de specialitate standard este cea a registrelor curent sau elevat, altfel spus, stilul științific aparține așa-numitei limbi literare, iar argourile, slangurile, jargoanele nestandard au sistemul gramatical al registrelor popular sau familiar.
Varietățile regionale (dialectele) formează în general un lanț, făcând parte dintr-un continuum dialectal geografic, între două dialecte vecine existând o zonă de trecere.
În cazul limbilor care au o varietate standard, considerată și ea un sociolect, aceasta s-a format de regulă pe baza unui dialect, cu contribuția celorlalte. Dialectele influențează varietatea standard prin unele cuvinte care pătrund din primele în cea din urmă, dar impactul acesteia asupra dialectelor este mult mai mare. Acestea au tendința de a-și pierde specificitățile și de a se apropia de varietatea standard. Astfel se formează varietăți intermediare orale între dialecte și varietatea standard, numite „interdialecte” în lingvistica românească, sau „limbi comune regionale” în lingvistica maghiară.
Limba literaturii artistice fiind foarte variată, aceasta adoptă regionalisme atunci când scriitorii doresc să dea culoare locală operelor a căror acțiune se petrece în mediul rural dintr-o anumită regiune, precum și cuvinte argotice, atât în proză, cât și în poezie sau în teatru, mai ales când reflectă mediile în care se vorbește în argou .
Există interferențe și între dialecte și sociolecte nestandard. Un sociolect poate avea caracter regional. Astfel, argourile din Franța sunt limitate la această țară, argoul elevilor sau cel al studenților francofoni din Belgia fiind diferite de cele ale acelorași categorii din Franța.
Varietatea standard a limbii comune este influențată și de alte sociolecte. Din terminologiile limbajelor de specialitate trec în mod continuu cuvinte în registrul curent. Sociolecte nestandard influențează de asemenea limba comună. Din argoul francez al delincvenților, de exemplu, trec cuvinte mai întâi în registrul popular, apoi în cel familiar, sau direct în acesta, unele cuvinte ajungând în registrul curent.
Interferențe aparte există între limbajele de specialitate standard și jargoanele profesioniștilor din unele domenii. Astfel, în comunicarea orală între colegi se amestecă terminologia cu cuvinte folosite numai în vorbire. Aceste jargoane seamănă cu argourile sau slangurile prin formarea de cuvinte și gramatică.

### Varietăți și vorbitori
Varietăți de limbă pot avea relații între ele și prin faptul că sunt folosite de unul și același vorbitor. De exemplu, o persoană care are un nivel de școlarizare suficient pentru a-și fi însușit registrul curent și registrul elevat al limbii, își poate adapta modul de exprimare la diverse situații de comunicare în care se găsește, folosind, de pildă, registrul familiar cu prietenii, pe cel curent într-un birou al administrației publice, iar registrul elevat ținând o conferință. Dacă un vorbitor cu un astfel de nivel de instruire, copil fiind, a învățat un dialect al limbii sale materne, îl poate folosi și pe acesta cu cei din locul său de baștină. Dacă un vorbitor are o profesiune care are un limbaj de specialitate standard, îl poate folosi pe acesta când scrie o lucrare de specialitate, și poate vorbi jargonul profesiei cu colegii lui. Se spune că asemenea vorbitori practică diglosia.